# Podabrocephalus sinuaticollis
 Podabrocephalidae sinuaticollis je druh brouků v nadčeledi Elateroidea. Byl objeven v roce 1913 na jihu Indie francouzským entomologem Mauricem Picem. Zatím byl v čeledi Podabrocephalidae popsán jen tento jeden druh v jednom rodu, čeleď i rod jsou tak monotypické.
Brouk má protáhlé ochlupené tělo, asi 3,8–5,2 mm dlouhé a až 3,1 mm široké. Hlava je širší než tělo, složené oči jsou vystouplé. Tykadla jsou vláknitá, středně dlouhá a s jedenácti klouby.

## Taxonomie
- čeleď Podabrocephalidae Pic, 1930
  - Podabrocephalus Pic, 1913
    - Podabrocephalus sinuaticollis Pic, 1913